# Кустов, Алексей Митрофанович
Алексей Митрофанович Кустов (1918—1944) — старший сержант Рабоче-крестьянской Красной Армии, участник Великой Отечественной войны, Герой Советского Союза (1945).

## Биография
Алексей Кустов родился в 1918 году в деревне Семёновка (ныне — Инжавинский район Тамбовской области). После окончания неполной средней школы работал в колхозе. В 1939 году Кустов был призван на службу в Рабоче-крестьянскую Красную Армию. С начала Великой Отечественной войны — на её фронтах. К августу 1944 года старший сержант Алексей Кустов командовал орудием 1187-го истребительно-противотанкового артиллерийского полка 25-й истребительно-противотанковой артиллерийской бригады 2-й гвардейской армии 1-го Прибалтийского фронта. Отличился во время освобождения Литвы.
16-17 августа 1944 года под городом Куршенай расчёт Кустова участвовал в отражении массированных немецких контратак к западу и северо-западу от Шяуляя. В тех боях Кустов с товарищами уничтожили 2 танка и более 40 немецких солдат и офицеров. Противнику удалось окружить артиллеристов, но те успешно вырвались из кольца. 20 августа 1944 года под Гирвиной расчёт Кустова уничтожил 3 танка и около взвода немецкой пехоты. В том бою Кустов получил тяжёлое ранение, но продолжал руководить действиями расчёта, из которого в строю остался только рядовой Тимофей Подгорный. 20 августа 1944 года Кустов умер от полученных ранений. 
Похоронен на воинском кладбище в населённом пункта Бубяй Шяуляйского района Литвы.
Указом Президиума Верховного Совета СССР от 24 марта 1945 года старший сержант Алексей Кустов посмертно был удостоен высокого звания Героя Советского Союза. Также был награждён орденом Ленина и двумя медалями.

## Память
В честь Кустова названа улица в Инжавино.

### В воспоминаниях современников
Юго-восточнее Куршеная танковые части противника были задержаны 25-й истребительно-противотанковой артиллерийской бригадой полковника А. Г. Байнова. Наиболее сильному удару подвергся 1187-й артполк полковника Н. Г. Павленко. Артиллеристы отбивались до последнего снаряда. Только один расчёт противотанкового орудия, которым командовал коммунист Алексей Митрофанович Кустов, поджег 5 фашистских танков, в том числе 2 «тигра», а когда фашистские автоматчики вплотную приблизились к орудию, солдаты забросали их гранатами. У орудия остался лишь один наводчик Тимофей Николаевич Подгорный. Раненый, он продолжал вести огонь до последнего снаряда, а потом вместе с водителем тягача отвёл орудие в безопасное место. А. М. Кустову и Т. Н. Подгорному Указом Президиума Верховного Совета СССР от 24 марта 1945 года было присвоено звание Героя Советского Союза.
— Герой Советского Союза  Маршал Советского Союза   Баграмян И.Х.  Так  шли мы к победе. -  М: Воениздат, 1977.- С.403,404.

## Награды
- Медаль «Золотая Звезда» (1945)[2];
- орден Ленина (1945);
- медаль «За отвагу» (1943)[3];
- медаль «За боевые заслуги» (1943)[4].